# Surnumerär
Surnumerär (fr: surnuméraire) var ett begrepp som användes för att beteckna framförallt övertaliga officerare vid ett regemente, men även övertaliga tjänstemän vid en myndighet. Det vill säga officerare eller tjänstemän som  fanns i större antal än vad organisationstabellerna föreskrev och som därför inte innehade en fast tjänst.